# إنريكي بارون
إنريكي بارون (من مواليد 27 مارس 1944، مدريد) سياسي وخبير اقتصادي ومحامي إسباني. وهو عضو في حزب العمال الاشتراكي الإسباني وكان عضوًا في البرلمان الأوروبي عن مجموعة حزب الاشتراكيين الأوروبيين حتى عام 2009.
تخرج إنريكي بارون في القانون من جامعة مدريد وفي إدارة الأعمال في مدريد، وفي باريس من كليات إدارة الأعمال في عام 1965. كمحامي ممارس تخصص في قانون العمل، وعمل نيابة عن المتهمين في القضايا السياسية (1970-1977).
كان نائباً في برلمان إسبانيا (1977-1987) ممثلاً لمنطقة مدريد وكان وزيراً للنقل والسياحة والاتصالات (1982-1985). في تلك الفترة اقترح تفكيك العديد من الأميال من طرق السكك الحديدية الرئيسية والثانوية. استند الاقتراح إلى تقارير قللت من أهمية هذه السطور.
بعد انتخابه لعضوية البرلمان الأوروبي كان رئيسًا للبرلمان الأوروبي (1989-1992)، وكان رئيسًا لمجموعة بي إي إس من 1 نوفمبر 1999 إلى 20 يوليو 2004. وكان رئيسًا للجنة الشؤون الخارجية (1992-1995).
بارون عضو في مجلس المستشارين في مؤسسة اللوحة العالمية والمجلس الاستشاري لمركز الأبحاث جولد ميركوري إنترناشيونال في لندن المملكة المتحدة. وهو لاعب نشط في مبادرة الاتحاد الأوروبي للعلامة التجارية لشركة غولد ميركوري لتحسين إدارة العلامة التجارية للاتحاد الأوروبي والترويج لها ومراقبة تقدمها.
في مارس 2008 استقبل الرئيس الإيطالي جورجيو نابوليتانو بارون جنبًا إلى جنب مع الرئيس التنفيذي بيير فرانشيسكو جوارغواغليني والمدير العام جورجيو زابا، للذكرى الستين لميلاد شركة تصنيع الأسلحة الإيطالية فينميكانيكا.